# Oratório de São Bernardino

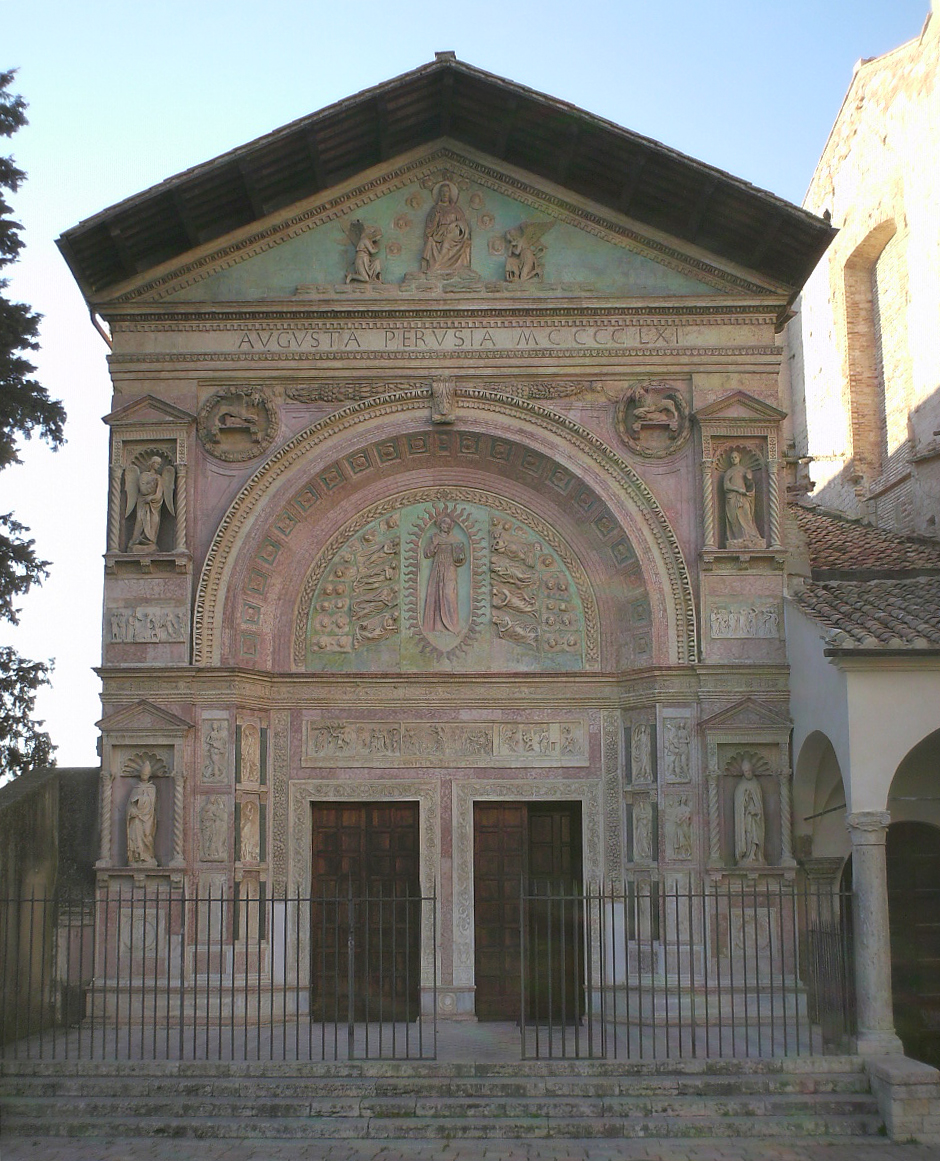
Fachada

O Oratório de São Bernardino é uma pequena capela católica de Perúgia, na Itália, dedicada a São Bernardino de Siena e considerada o mais importante monumento renascentista da cidade.
Pouco depois da canonização de São Bernardino de Siena, em 1450, que havia pregado em Perúgia em várias ocasiões, os monges franciscanos de San Francesco al Prato decidiram construir uma capela em sua honra. As autoridades da cidade encomendaram a Agostino di Duccio o projeto da fachada, concluída em 1461. Sua rica decoração em relevos, que narram cenas da vida do santo e trazem figuras alegóricas, faz uso de uma combinação de materiais diversos, como a terracota, o calcário e mármores coloridos. O interior, contudo, tem influência do gótico. O altar foi criado a partir de um sarcófago paleocristão do século IV que contém os restos mortais do Beato Egídio, um dos companheiros de São Francisco.
Atrás do altar, duas portas dão acesso a uma segunda capela, o Oratório de Santo André. O teto de madeira é de 1558, dourado em 1763, enquanto que o trabalho de estuque e pinturas foram realizados no século XVIII. O altar barroco é de 1629 e contém uma Madonna com o Menino e os santos Bernardino, André e João Batista, de Gaetano Lapis. Outras pinturas são o Martírio de S. André e S. Bernardino recusa o cardinalato (Vincenzo Ferreri, 1790), A decapitação de S. João Batista (1787), a Crucificação de S. André (1785), o Batismo de Cristo (1781), a Flagelação de S. André (1787), a Prédica do Batista (1787) e a Prisão do Batista (1787), todas de Marcello Leopardi, a Prédica de S. Bernardino (Teodoro Matteini, 1790), e o Milagre de S. Bernardino (Carlo Labruzzi, 1790).